# علي ميا
علي ميا (6 مايو 1986 بجبلة في سوريا - ) هو لاعب كرة قدم سوري في مركز الدفاع. شارك مع منتخب سوريا لكرة القدم. أما مع النوادي، فقد لعب مع نادي الجيش ونادي النواعير ونادي جبلة.